# Norton-Villiers
Norton-Villiers – brytyjski producent motocykli z siedzibą w Plumstead i Andover, działający w latach 1966–1972. 
Norton-Villiers powstał z części upadłej firmy Associated Motor Cycles (AMC). Flagowym produktem był motocykl Norton Commando z silnikiem o pojemności 750 cm³. Wraz z upadkiem brytyjskiego przemysłu motocyklowego firma została połączona z pozostałościami BSA Triumph, tworząc Norton Villiers Triumph (NVT), który istniał w latach 1972–1978.